# Demografía de Italia
Según los datos del ISTAT (Istituto Nazionale di Statistica), Italia contaba con 58 915 797 habitantes en mayo de 2025. Italia, con una densidad de 195,5 hab./km² aproximadamente, posee la quinta mayor densidad poblacional en Europa.

## Población

### Población actual
58 915 797 habitantes (mayo de 2025, según el ISTAT).

## Características
A partir de mediados de los años setenta del siglo XX, la población italiana experimentó un cambio en su ritmo de crecimiento, que decreció hasta el 0,0 % de media anual entre 1985-1990. El descenso de la tasa de mortalidad fue acompañado por un descenso considerable de la tasa de natalidad.
A las tendencias demográficas les afectaron asimismo los tradicionales movimientos migratorios que hasta entonces habían hecho de Italia una de las mayores reservas de mano de obra de Europa y América. Italia pasó a convertirse en punto de llegada de inmigrantes de países en desarrollo; pero, sobre todo, se establecieron importantes corrientes migratorias internas, con un movimiento masivo de población del sur hacia Roma y el norte industrializado (Turín, Milán, Génova, Florencia, Bolonia).
La concentración de la población italiana en los núcleos urbanos (69 % de población urbana) ha generado una red homogénea de grandes ciudades, que desempeñan el papel de centros regionales (Nápoles, 959 188 hab.; Turín, 875 698; Palermo, 663 401; Génova, 578 000; Bolonia, 390 636, y Florencia, 378 839), con dos destacados núcleos a nivel nacional; Roma (2.856.133 hab.), la capital política, y Milán (1.378.689), la capital económica.
Los grupos minoritarios son pequeños, siendo el mayor de éstos el de habla alemana en el Sudtirol (según el censo de 2011, la población se encuentra compuesta por aproximadamente 315 000 personas de habla alemana y solo 115 000 de habla italiana) y los eslovenos alrededor del Trieste. Otros grupos minoritarios con lenguajes parcialmente oficiales incluyen la minoría de habla francoprovenzal en la región del Valle de Aosta, los sardos, y el catalán en Alguer (Cerdeña).
El catolicismo es la religión predominante (74,4 % de la población en 2017), le siguen los no creyentes y ateos (22,6 %) y creyentes en otras religiones (3 %) entre los que existen comunidades maduras de protestantes y judíos y una comunidad islámica creciente.

## Población histórica

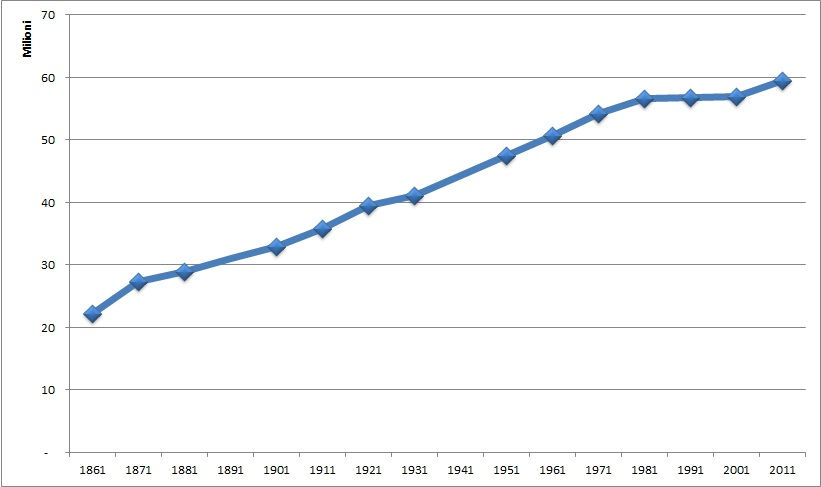
Evolución de la población residente en Italia desde la unificación de Italia. Elaboración datos ISTAT

Población histórica de Italia

### Italia romana
- En el año 200 a. C. se calculan en 4-5 millones.
- En el año 164 se calculan entre 6 y 8 millones.
- En el año 200 se calculan en 10 millones.
- En el año 400 se calculan en 12 millones.

### Italia medieval
- En el año 1000 se calculan en 5 millones.
- En 1340 se calculan en 10 millones.
- En 1350 se calculan en 12 millones.
- En 1500 se calculan en 11 millones

### Italia moderna
- En 1690 se cuentan 12,5 millones.
- En 1700 se cuentan 11-16,5 millones.
- En 1770 se cuentan 14,7 millones.
- En 1795 se cuentan 16,3 millones.
- En 1800 se cuentan 17,2 millones.
- En 1816 se cuentan 18,4 millones.
- En 1825 se cuentan 19,7 millones.
- En 1840 se cuentan 22 millones.
- En 1850 se cuentan 24,3 millones.
- En 1861 se cuentan 25 millones.
- En 1862 se cuentan 25,8 millones.

### Reino de Italia
- En 1870 se cuentan 25,9 millones.
- En 1880 se cuentan 28,2 millones.
- En 1890 se cuentan 30,3 millones.
- En 1900 se cuentan 32,4 millones.
- En 1910 se cuentan 34,4 millones.
- En 1920 se cuentan 36,4 millones.
- En 1930 se cuentan 40,9 millones.
- En 1940 se cuentan 44,5 millones.

### República Italiana
- En 1950 se cuentan 46 millones.
- En 2000 se cuentan 58,6 millones.
- En 2011 se cuentan 60,6 millones.
- En 2022 se cuentan 58,9 millones.

## Ciudades y áreas metropolitanas

### Principales ciudades y áreas metropolitanas
| N.º | Ciudad          | Ciudad metropolitana | Área metropolitana | Superf. (en km²) |
| --- | --------------- | -------------------- | ------------------ | ---------------- |
| 1   | Roma            | 3.800.000            | 4.340.000          | 3.089 km²        |
| 2   | Milán           | 3.000.000            | 7.000.000          | 12.000 km²       |
| 3   | Nápoles         | 2.200.000            | 5.000.000          | 2.300 km²        |
| 4   | Turín           | 1.460.000            | 1.700.000          | 1.127 km²        |
| 5   | Palermo         | 860.000              | 1.040.000          | 1.391 km²        |
| 6   | Génova          | 745.000              | 1.400.000          | 4.200 km²        |
| 7   | Bari            | 620.000              | 1.000.000          | 2.270 km²        |
| 8   | Florencia       | 600.000              | 1.500.000          | 4.844 km²        |
| 9   | Bolonia         | 580.000              | 980.000            | 3.703 km²        |
| 10  | Catania         | 580.000              | 760.000            | 939 km²          |
| 11  | Cagliari        | 370.000              | 470.000            | 1.800 km²        |
| 12  | Venecia         | 360.000              | 3.270.000          | 6.680 km²        |
| 13  | Mesina          | 250.000              | 480.000            | 1.135 km²        |
| 14  | Reggio Calabria | 240.000              | 380.000            | 1.165 km²        |
| 15  | Trieste         | 220.000              | 240.000            | 212 km²          |

### Mayores ciudades
| 1.ª  | Roma      | 2.856.133 |
| 2.ª  | Milán     | 1.378.689 |
| 3.ª  | Nápoles   | 959.188   |
| 4.ª  | Turín     | 875.698   |
| 5.ª  | Palermo   | 663.401   |
| 6.ª  | Génova    | 578.000   |
| 7.ª  | Bolonia   | 390.636   |
| 8.ª  | Florencia | 378.839   |
| 9.ª  | Bari      | 320.862   |
| 10.ª | Catania   | 311.584   |

### Evolución histórica
Entre los siglos XVI y XIX las principales ciudades estaban en el centro (Roma) y sur (Nápoles, Palermo). A partir de la industrialización de finales del siglo XIX, las ciudades de norte (Milán, Turín, Génova) aumentaron considerablemente su población. El siguiente cuadro resume la evolución histórica del período 1800-1980:
|         | 1800 | 1850 | 1860 | 1870 | 1880 | 1900 | 1910 | 1920 | 1930 | 1940 | 1950 | 1960 | 1970 | 1980 | 2010 |
| ------- | ---- | ---- | ---- | ---- | ---- | ---- | ---- | ---- | ---- | ---- | ---- | ---- | ---- | ---- | ---- |
| Génova  | 91   | 120  | 129  | 130  | 180  | 235  | 272  | 316  | 608  | 635  | 648  | 784  | 812  | 760  | 610  |
| Turín   | 78   | 135  | 178  | 208  | 254  | 336  | 427  | 502  | 597  | 629  | 711  | 1206 | 1178 | 1104 | 910  |
| Milán   | 135  | 242  | 242  | 262  | 322  | 493  | 579  | 836  | 992  | 1116 | 1260 | 1583 | 1724 | 1635 | 1307 |
| Roma    | 163  | 175  | 184  | 244  | 300  | 463  | 542  | 692  | 1008 | 1156 | 1652 | 2188 | 2800 | 2831 | 2744 |
| Nápoles | 427  | 449  | 417  | 449  | 494  | 564  | 723  | 722  | 839  | 866  | 1011 | 1183 | 1233 | 1211 | 963  |
| Palermo | 139  | 180  | 186  | 219  | 245  | 310  | 342  | 394  | 390  | 412  | 491  | 588  | 651  | 700  | 656  |

## Etnografía de Italia
En 2007, Italia tenía 58.883.000 habitantes.
La composición étnica era la siguiente:
- Europeos: 97.6 % (italianos 95.5 % + otros europeos 2.1 %)
- Africanos: 1.1 % (mayoría de marroquíes)
- Asiáticos: 0.7 % (mayoría de chinos)
- Americanos: 0.4 % (mayoría de peruanos)
- Otros: 0.2 %

|                                                                                                  | 2005    | Incremento 2005-2011 | 2011    |
| ------------------------------------------------------------------------------------------------ | ------- | -------------------- | ------- |
| Rumania                                                                                          | 248.849 | 289,3                | 968.576 |
| Albania                                                                                          | 316.659 | 52,4                 | 482.627 |
| Marruecos                                                                                        | 294.945 | 53,4                 | 452.424 |
| China                                                                                            | 111.712 | 87,9                 | 209.934 |
| Ucrania                                                                                          | 93.441  | 114,8                | 200.730 |
| Filipinas                                                                                        | 82.625  | 62,4                 | 134.154 |
| Moldavia                                                                                         | 37.971  | 244,9                | 130.948 |
| India                                                                                            | 54.288  | 123,0                | 121.036 |
| Polonia                                                                                          | 50.794  | 114,6                | 109.018 |
| Túnez                                                                                            | 78.230  | 35,9                 | 106.291 |
| Perú                                                                                             | 53.378  | 84,8                 | 98.630  |
| Ecuador                                                                                          | 53.220  | 72,2                 | 91.625  |
| Egipto                                                                                           | 52.865  | 70,9                 | 90.365  |
| Macedonia del Norte                                                                              | 58.460  | 53,8                 | 89.900  |
| Bangladés                                                                                        | 37.785  | 118,2                | 82.451  |
| Sri Lanka                                                                                        | 45.572  | 77,9                 | 81.094  |
| Senegal                                                                                          | 53.941  | 50,1                 | 80.989  |
| Serbia · Montenegro · Kosovo                                                                     | 58.174  | 38,1                 | 80.320  |
| Pakistán                                                                                         | 35.509  | 113,2                | 75.720  |
| Nigeria                                                                                          | 31.647  | 69,4                 | 53.613  |
| Bulgaria                                                                                         | 15.374  | 232,6                | 51.134  |
| Nota: Las comunidades constituyen el 85 % de los extranjeros residentes en Italia al 01/01/2011. |         |                      |         |

## Lenguas de Italia
Las minorías lingüísticas son:
| Grupo                         | Población | Lengua nativa             | Región                                                  |
| ----------------------------- | --------- | ------------------------- | ------------------------------------------------------- |
| Sardo                         | 1 269 000 | Sardo                     | Cerdeña                                                 |
| Friulano                      | 526 000   | Friulano                  | Friul-Venecia Julia                                     |
| Tirolés (dialecto bávaro)     | 315 000   | Alemán                    | Trentino-Alto Adigio                                    |
| Occitano                      | 178 000   | Occitano                  | Piamonte, Liguria                                       |
| Rom                           | 130 000   | Rom                       | esparcido por toda Italia                               |
| Albanés                       | 98 000    | Albanés                   | Calabria, Sicilia, Molise, Basilicata, Apulia, Campania |
| Franco provenzal              | 90 000    | Francoprovenzal           | Piamonte, Valle de Aosta                                |
| Esloveno                      | 70 000    | Esloveno                  | Friul-Venecia Julia                                     |
| Ladino                        | 55 000    | Ladino                    | Trentino-Alto Adigio, Véneto                            |
| Francés                       | 20 000    | Francés                   | Valle de Aosta                                          |
| Griego                        | 20 000    | Griko, grecánico (griego) | Calabria, Apulia                                        |
| Catalán                       | 18,000    | Catalán alguerés          | Cerdeña                                                 |
| Croata                        | 2600      | Croata                    | Molise                                                  |
| Carinziano (dialecto bavarés) | 2000      | Alemán                    | Friul-Venecia Julia                                     |
| Cárnico                       | 1400      | Friulano                  | Friul-Venecia Julia                                     |

Fonte: Ministero degli Interni del Governo Italiano.